# Viparyaya
Viparyaya (devanāgarī: विपर्यय) es un término sánscrito que se refiere, según el yoga Sutra, al conocimiento viciado o juicio erróneo fundado en la percepción de objetos que parecen reales, pero no en su naturaleza verdadera. Es uno de los cinco Vṛtti.